# Eugenio Vélez
Eugenio Vélez Vancamper (nacido el 16 de mayo de 1982 en San Pedro de Macorís) es un infielder/outfielder dominicano de Grandes Ligas que actualmente es un agente libre

## Carrera

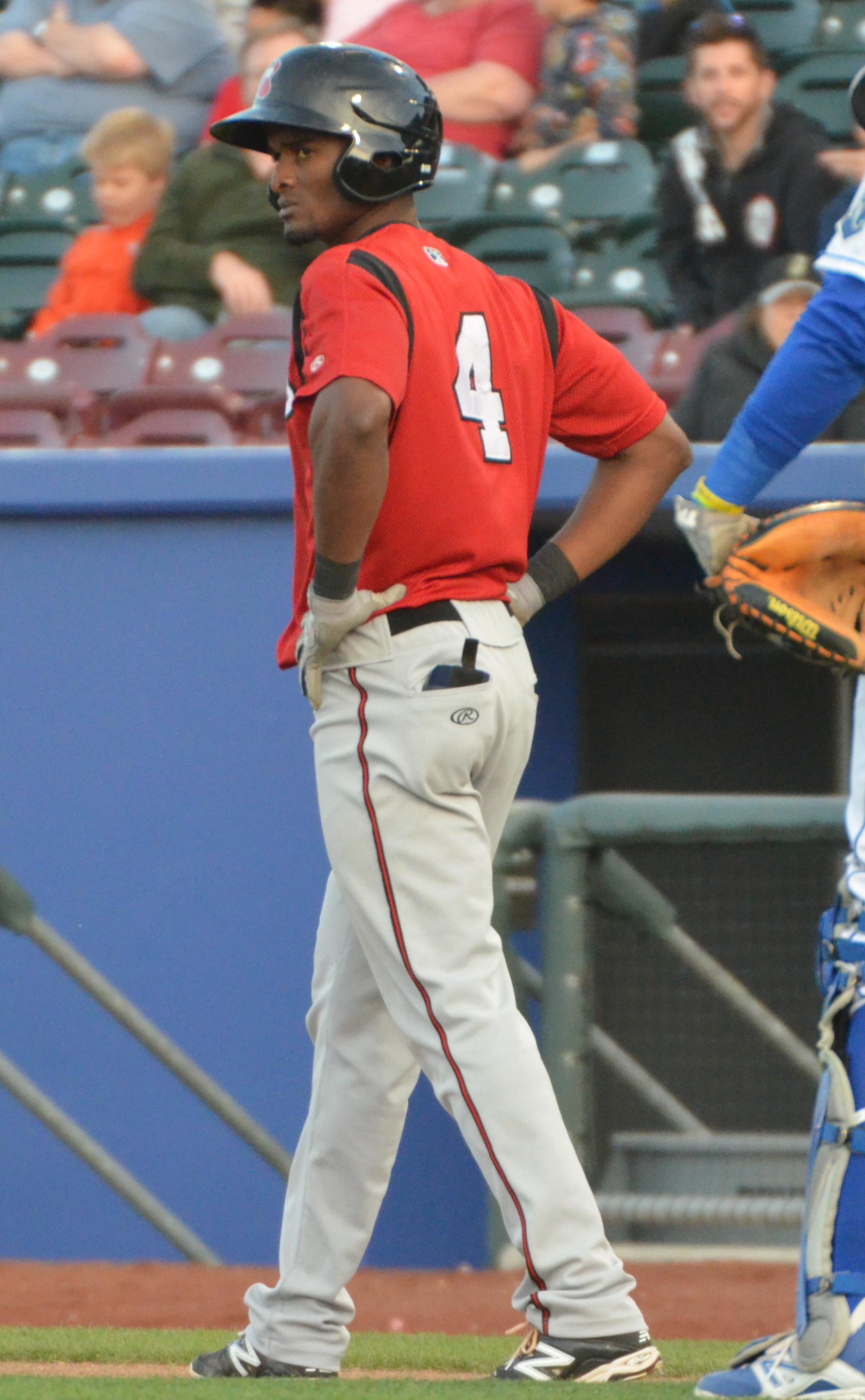
Eugenio Vélez

### Toronto Blue Jays
Vélez fue firmado por los Azulejos de Toronto el 27 de agosto de 2001. Comenzó su carrera  profesional con los Pulaski Blue Jays en 2003. Después de tres años completos en los menores, fue seleccionado por los Gigantes de San Francisco en la Regla 5 del Draft de ligas menores de 2005.

### San Francisco Giants
En 2006, los Gigantes asignaron a Vélez al equipo Augusta GreenJackets. Tuvo un gran año, ganando el premio al Jugador Más Valioso de la South Atlantic League. Ganó el premio por haber bateado .315 con 63 hits de extra base, 64 bases robadas y un récord dentro de la organización de 91 carreras impulsadas. Al año siguiente, fue colocado en el roster de 40 jugadores de los Gigantes. Comenzó el año en AA con los Connecticut Defenders, pero jugó tan bien que fue promovido a AAA con Fresno Grizzlies. Sin embargo, sólo jugó cuatro partidos con Fresno Grizzlies antes de ser por llamado por los Gigantes. Hizo su debut el 5 de septiembre, como bateador emergente, para que los Gigantes vencieran a los Rockies de Colorado 5-3. Terminó el año con cuatro bases robadas, aunque sólo tres hits en 11 turnos al bate (además de dos bases por bolas). En 2008, Vélez hizo el equipo de los Gigantes en los entrenamientos de primavera, pero fue enviado a AAA en mayo por Travis Denker. Después de jugar bien en Fresno, fue llamado el 8 de julio de 2008. El 30 de agosto de 2008, conectó el primer jonrón de su carrera contra los Rojos de Cincinnati. En 2009, Vélez hizo una vez más el equipo durante los entrenamientos de primavera. Jugaría en San Francisco y en Fresno durante el año, pero pasó más tiempo con los Gigantes. Terminó el año con un muy buen promedio de bateo de .267. Hizo el roster del Día Inaugural en 2010. Su primera aparición de la temporada llegó en la victoria 10 por 4 de los Gigantes para completar una barrida de tres juegos a los Astros de Houston en el Minute Maid Park el 7 de abril. Entró en el partido en sustitución de Mark DeRosa en el jardín izquierdo, como parte de un doble cambio en el séptimo inning. La parte delantera de su camiseta decía "SAN FRANCISCO". Fue el segundo año consecutivo en el que Majestic Athletic, proveedor oficial de uniformes de las Grandes Ligas, cometió un error ortográfico en la camiseta. El mal desempeño de Vélez durante el inicio de la temporada 2010 llevó a su expulsión del roster activo de los Gigantes, cuando el equipo adquirió a Pat Burrell. Era llamado de vez en cuando durante la última parte de la temporada 2010. El 26 de julio, mientras estaba sentado en la banca durante la victoria 10 por 4 de los Gigantes sobre los Diamondbacks de Arizona, Vélez fue golpeado en la cabeza por una bola de foul y fue hospitalizado. Estuvo en la lista de lesionados por un corto tiempo después de eso, pero salió bien. Vélez fue frequetly utilizado como bateador emergente en las últimas semanas de septiembre en 2010, durante los play off de los Gigantes contra los Padres de San Diego, pero no pudo igualar los números establecidos por el bateador emergente regular Travis Ishikawa.

### Los Angeles Dodgers
El 13 de diciembre de 2010 firmó un contrato de ligas menores con una invitación a los entrenamientos de primavera con los Dodgers de Los Ángeles. Se unió al equipo de AAA Isótopos de Albuquerque. Bateó para .339 en 55 juegos con los Isótopos y el 4 de julio de 2011 fue llamado a los Dodgers. El 22 de agosto, Vélez empató con J. D. Drew como los peores titulares ofensivos para los Dodgers desde 1919 al no conseguir un hit en sus primeros 25 turnos al bate. El 23 de septiembre, se ponchó tres veces para romper un récord de 75 años para la mayoría de veces al bate en una temporada sin dar hit (36) y empató un récord de 102 años de más veces consecutivas al bate sin un dar hit que abarca más de una temporada (45).
En el último partido de la temporada, Vélez tocó como un bateador emergente en la octava entrada, terminando el año de 37-0, la mayor veces de turnos al bate en una temporada sin dar hit de un jugador de posición en la historia de las Grandes Ligas. También extendió su racha sin hits en general a 46 turnos al bate, rompiendo el récord compartido por Bill Bergen, Dave Campbell y Craig Counsell.
El 4 de octubre, los Dodgers enviaron a Vélez a AAA, sacándolo del roster de 40 jugadores.

### St. Louis Cardinals
El 21 de diciembre de 2011, Vélez firmó un contrato de liga menor con los Cardenales de San Luis.

## Trivia
- Tuvo que rogarle a su madre, que quería que él fuera ingeniero, para que firmara por él (porque  él solamente tenía 19), pero lo hizo de mala gana.[10]
- Durante 2011, fue el blanco de muchas críticas por parte de la fanaticada de los Dodgers por su falta de rendimiento.